# Alfred Fock
Alfred Paul Fock, né le 21 octobre 1850 dans le 10e arrondissement de Paris et mort le 1er février 1921, est un compositeur et chef d'orchestre français.

## Biographie
Chef d'orchestre et chef des chœurs des concerts du Théâtre du Châtelet, Fock signe aussi sous le pseudonyme de Paul Fredel en tant que compositeur. 
On lui doit, entre autres, des gavottes, des menuets, des quatuors (Andante religioso (1892)), des valses et de la musique de scène pour le théâtre de boulevard.

## Distinctions
- Officier d'Académie (arrêté du ministre de l'Instruction publique et des Beaux-Arts du 14 janvier 1894)[3].
- Officier de l'Instruction publique (arrêté du ministre de l'Instruction publique et des Beaux-Arts du 1er mars 1902)[4].